# موراي أ. فينر
موراي أ. فينر (بالإنجليزية: Murray A. Wiener)‏ هو مستكشف ومصور أمريكي، (و. 1909  م).